# Personalisering
Personalisering är den process som används för att skräddarsy en tjänst, produkt, eller webbsida till en unik individ. 
Många företag använder personalisering för att förbättra kundupplevelsen, konverteringsgraden, försäljningen, öka kännedomen om varumärket, förbättra resultaten från annonskampanjer och i andra aktiviteter som kan leda till ökade intäkter. 
En förutsättning för att bedriva personalisering är ofta ett insamlade av kunddata. Detta kan göras via den datan som finns associerad med en webbläsares cookies eller till exempel via ett medlemsnummer när man gör köp i fysisk butik. Detta är en av anledningarna till varför många företag väljer att bedriva medlemsprogram eller lojalitetsprogram.  
Personalisering används främst inom e-handel, av marknadsförare, och i sociala nätverk. 
Inom e-handel används personalisering främst genom att rekommendera liknande produkter, personalisera erbjudanden på webbsidan, eller för att driva merförsäljning. E-post är den vanligaste kanalen för personaliserat och individpassat innehåll. Men även andra kanaler förekommer, såsom app, webbsida, sms, och marknadsföring på Google samt Facebook.   
Produktrekommendationer inom e-handel används för att öka beställningsvärdet genom att automatiskt rekommendera tillbehör eller liknande produkter baserat på en användares webbaktivitet. 
Marknadsförare använder personalisering för att öka konverteringsgraden på sin webbplats, och för att snabbare skapa en relation med sin målgrupp. Detta gör de genom att exempelvis infoga en mottagares förnamn i e-postutskick, välja att visa särskilt utvalda annonser mot en specifik målgrupp, eller genom att anpassa innehållet på en webbsida baserat på en unik individs webbaktivitet eller personuppgifter.
Inom konverteringsoptimering används personalisering främst för att minska friktion i kundresan. Genom att exempelvis visa eller dölja olika formulärsfält, omdirigera användaren till en annan variant av sidan, anpassa budskap till olika kundsegment, eller låta användaren själv välja vilken typ av innehåll de vill se, kan delar av kundresan anpassas efter individuella behov och intressen.